# Koszatniczka pacyficzna
Koszatniczka pacyficzna (Octodon pacificus) – gatunek gryzonia z rodziny koszatniczkowatych (Octodontidae), zamieszkujący wyspy leżące u wybrzeży Chile oraz w niewielkim stopniu w okolicach Santiago. Najliczniejsze skupisko występuje na wyspie Mocha. W przeciwieństwie do blisko z nim spokrewnionej koszatniczki pospolitej jest gatunkiem o bardzo małej populacji.
Koszatniczka pacyficzna jest notowana jako gatunek krytycznie zagrożony, bowiem występują na obszarze mniejszym niż 100 km², a zajmuje teren mniejszy niż 10 km² w rozrzuconych drobnych koloniach. Jedyne cztery osobniki (dwie samice i dwoje młodych), zostało schwytanych w 1959 roku. Obecnie okazy te są w posiadaniu „Forschungsmuseum Alexander Koenig” w Bonn.

## Charakterystyka
Zwierzę o smukłej budowie, pysk zaokrąglony, nieowłosione uszy średniej długości, ogon ciemniejący ku końcowi pokryty sztywną szczeciną z charakterystycznym dla tego gatunku „pędzlem”. Prowadzi stadny tryb życia. Sierść o barwie 'aguti'. Ubarwienie ma jednolite, brązowe przechodzące w szarości, na brzuszku futro kremowo-brązowe, jaśniejsze dookoła oczu. Umaszczenie brzuszka zależy od pory roku. Zazwyczaj zimą jest jaśniejsze niż latem. Uzębienie składa się z 2 par siekaczy, 2 par przedtrzonowców i 6 par trzonowców o ósemkowatym przekroju. Warto zaznaczyć, że człon nazwy gatunkowej Octodon [ośmio-, czy raczej ósemkowo zębny] koszatniczki zawdzięczają właśnie ukształtowaniu trzonowców, a nie ilości zębów. Łapy mają po pięć palców – cztery mocno rozwinięte, piąty słabiej. Palce zakończone są pazurami. Koszatniczki w sytuacji zagrożenia mogą odrzucić końcówkę ogona → Autotomia. Odrzucony ogon nie odrasta, jak to jest np. u jaszczurek.
Ze względu na fakt, że jest to niedawno opisany gatunek, w literaturze niewiele jest informacji na temat różnic, jakie oddzielają go od innych przedstawicieli rodzaju Octodon.